# 西袋站
西袋站（日语：／ Nishibukuro eki */?）是位於山形縣東田川郡庄內町西袋字站前，東日本旅客鐵道（JR東日本）的羽越本線車站。

## 歷史
- 1944年（昭和19年）6月1日：開設南余目信號站。
- 1950年（昭和25年）3月15日：升級至車站，名為西袋站[1]。
- 1972年（昭和47年）9月1日：成為無人車站。
- 1987年（昭和62年）4月1日：伴隨國鐵分割民營化，車站由東日本旅客鐵道（JR東日本）營運。

## 車站構造
車站是一座地面車站，設有2面2線的相對式月台。兩月台之間設有跨線橋連接。
此站是由酒田站管理的無人車站。簡易車站大樓位於1號月台側，在大樓內設有男女共用廁所。在2號月台側設有木造候車室（於1950年3月竣工）和車站出入口。此站沒有自動售票機，但是1、2號月台均設有乘車站證明發行機。

### 月台
| 月台 | 路線      | 上下行 | 方向           |
| ---- | --------- | ------ | -------------- |
| 1    | ■羽越本線 | 上行   | 鶴岡、新津方向 |
| 2    | ■羽越本線 | 下行   | 酒田、秋田方向 |

參考

## 使用狀況
在2004年度，1日平均乘車人次為86人。
| 年度 | 1日平均人數 |
| ---- | ----------- |
| 2000 | 126         |
| 2001 | 123         |
| 2002 | 107         |
| 2003 | 104         |
| 2004 | 86          |

## 車站周邊
在車站周邊設有數間庄內金魚的養魚場，也可同時購買庄內金魚。
- 西袋簡易郵局
- 縣道342號

## 相鄰車站
東日本旅客鐵道
■羽越本線
藤島－西袋－余目

## 注腳
1. 1 2  「日本國有鐵道公示第36號」『官報』1950年3月9日（國立國會圖書館數碼化收藏）
2. ↑  JR東日本:駅構内図 （页面存档备份，存于）（日語）
3. ↑  『山形県の鉄道輸送』平成26年度版 - 山形県 （页面存档备份，存于）（日語）

## 外部連結
- 車站資訊（西袋）：東日本旅客鐵道（日語）